# Mel (parroquia)
La parroquia de Mel fue una unidad administrativa de la Bosnia medieval, probablemente en la cuenca del río Ugar, en la zona fronteriza de los actuales municipios de Travnik y Skender-Vakuf. Su centro probable estaba en el lugar donde hoy se encuentra el pueblo de Melina.
Sin embargo, según el mapa histórico, reconstruido por Marko Vego, parroquia de Mel estaba situada alrededor de la fuente del río Vrbas.

## Historia
Aunque el parroquia de Mel se menciona en casi todos los documentos medievales sobre la historia de Donji Kraji y el Reino de Bosnia, hasta hace poco ni siquiera se sospechaba de su ubicación ni se investigó seriamente. La primera suposición precisa sobre esto fue publicada por Jelena Mrgić-Radojčić, ubicando esta župa en el curso medio del río Ugar, entre las župas de Vrbanja, Zemunik y Lašva. Es posible que llegara a esta conclusión simplemente rellenando los huecos entre župas con límites conocidos, y ciertamente por analogía con los topónimos actuales del área dada y sus raíces lingüísticas. Aunque su hipótesis está respaldada por una lógica aceptable, aún quedan investigaciones futuras para verificar estas interesantes afirmaciones.
En las fuentes disponibles, la parroquia de Mel se menciona por primera vez en 1244, en una carta (bula) de Bela IV de Hungría, según la cual la iglesia de los Santos Cosme y Damián existía en esta parroquia. En la búsqueda de la raíz del nombre de la parroquia, investigaciones lingüísticas anteriores mostraron que tiene la raíz indoeuropea mel-, que significa "aparecer, sobresalir", de la cual se derivan la palabra albano-rumana mal (=colina) y el verbo eslavo mЫěti. Esto abre la posibilidad de comparar esta base con algunos de los nombres actuales de elevaciones, como Malovan (Bosnia), Maljen y Povlen (montañas en el noroeste de Serbia) y Maljevac en Polimlje. Mrgić-Radojčić cree que el nombre de la parroquia de Mel "se conservó en el nombre del pueblo Imljani" (≈Mljani). Después de una enumeración más amplia de topónimos asociativos que recuerdan alturas, iglesias y sacerdotes, solo llega a la suposición de que el centro de la parroquia de Mel podría haber estado en el actual pueblo de Melina, donde se encuentran los restos de la fortaleza de Korlač (u Orlač). Desde allí se podía controlar una ruta importante hacia la parroquia de Lašva, pasando por las actuales Vitovlje y Dobretić. Puede ser un indicio de que en esa zona todavía viven descendientes de la familia Melić.
Mel también estaba conectado con el área del antiguo distrito de Vrhovine, en la zona montañosa entre Bania Luka y Jajce, en ambas orillas del Vrbas, incluido el curso medio del Ugra, con Skender Vakuf, Imljani y Melina. El centro de Vrhovina estaba en Skender Vakuf, que, según datos verificables, fue fundado en 1660. años, y su nombre no fue registrado antes.
Al sur de Imljan, en la confluencia de los ríos Ilomska y Ugar, en Korićanske stijene, existía una vez la ciudad de Oštrec u Oštrc. En Gostilj (entre Vitovlje y Turbe) había una antigua ciudad llamada Tisac, sobre cuyos restos no se conoce ninguna información. El pueblo de "Korićane" se menciona en un censo de finales del siglo XVI. El distrito de Vrhovine fue mencionado por primera vez en el censo de 1528 a 1530 e incluía ocho asentamientos con ciento ochenta casas. Esta lista fue realizada inmediatamente después de la caída del Banato de Jajce.